# Patricia Zerfas
Patricia Zerfas (* 27. Februar 1962) ist eine US-amerikanische Sommerbiathletin und Langstreckenläuferin.
Patricia Zerfas ist Biologin mit einem Master-Abschluss von der University of Maryland und arbeitet an den National Institutes of Health. Sie startet für die Montgomery County Road Runners. Beim Tenth Mountain Ski Club summer biathlon in Fort Kent wurde sie Vierte in Sprint und Verfolgung sowie Zweite im Massenstartrennen. Damit qualifizierte sie sich überraschend und im fortgeschrittenen Alter von 44 Jahren in der Gesamtwertung für die Sommerbiathlon-Weltmeisterschaften 2007 und wurde erstmals Teil des US-Nationalteams. Bei den Wettbewerben in Otepää belegte sie bei den Crosslauf-Rennen Platz 27 im Sprint und 22 im Massenstart. 2008 erreichte sie einen neuen Streckenrekord in Harvard. Bei den US-Meisterschaften im Sommerbiathlon 2008 in Whitetail Preserve erreichte sie dreimal Top-Ten-Platzierungen, 2009 in Lake Placid gewann sie hinter Stephanie Blackstone und Katie Sick die Bronzemedaille im Massenstartrennen. In Sprint und Verfolgung wurde Zerfas Fünfte.
Mit dem Laufen begann Zerfas im Alter von 25 Jahren als Teil eines Gewichtabnahmeprogrammes und blieb dabei. Zu dieser Zeit bestritt die Athletin aus Bethesda auch ihr erstes und für lange Zeit einziges Rennen im Sommerbiathlon. Im Laufe der Zeit wurde sie immer erfolgreicher. Sie gewann die Frauenkonkurrenz des 46th Washington’s Birthday Marathon in Greenbelt.

## Belege
1. ↑  New course record at Harvard Biathlon (englisch)

| Personendaten    | Personendaten                                              |
| ---------------- | ---------------------------------------------------------- |
| NAME             | Zerfas, Patricia                                           |
| KURZBESCHREIBUNG | US-amerikanische Sommerbiathletin und Langstreckenläuferin |
| GEBURTSDATUM     | 27. Februar 1962                                           |